# Örlogsvimpel
Örlogsvimpel är ett långsmalt, ofta kluvet, band av flaggduk som förs ombord örlogsfartyg eller båt som tillhör en örlogsflotta. Färgerna hämtas vanligtvis från nationalflaggan. Örlogsvimpelns funktion är att utgöra befälstecken för sjöofficer som är fartygschef. Den förs på stång eller i fartygets högsta masttopp.

## Belgien

Belgiens örlogsvimpel.

## Kanada

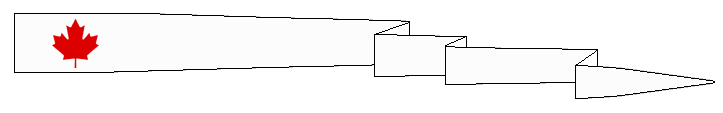
Kanadas örlogsvimpel.

## Finland

Finlands örlogsvimpel.

## Frankrike

Frankrikes örlogsvimpel.

## Grekland

Greklands örlogsvimpel.

## Israel

Israels örlogsvimpel.

## Kroatien

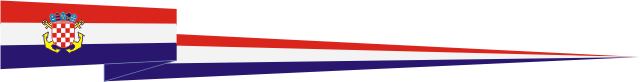
Kroatiens örlogsvimpel.

## Litauen

Litauens örlogsvimpel.

## Norge

Norges örlogsvimpel.

## Polen

Polens örlogsvimpel.

## Portugal

Portugals örlogsvimpel.

## Ryssland

Örlogsvimpel för Rysslands flotta.

Örlogsvimpel för den ryska kustbevakningens fartyg.

Örlogsvimpel för de ryska inrikestruppernas fartyg.

## Storbritannien

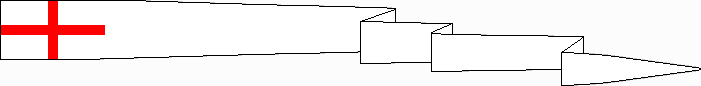
Storbritanniens örlogsvimpel.

## Sverige
I Sverige är örlogsvimpel befälstecken för officer ur marinen med kommendörkaptens/överstelöjtnants eller örlogskaptens/majors tjänstegrad. Örlogsvimpeln har två parallella längsgående fält, ett blått (överst) och ett gult. Längden är avsevärt större än basen och den yttre änden är kluven.
Svenska flottan har haft bestämmelser om örlogsvimpel sedan år 1717. 1756 förbjöds civila fartyg att föra sådan vimpel och 1844 avskaffades örlogsvimpel på tullverkets fartyg. Äldre benämning var kronovimpel.
Före 1972 års befälsreform, då underofficersgraderna i praktiken togs bort, utgjorde örlogsvimpel befälstecken för officer ur marinen som inte var flaggman. I äldre tider benämndes därav chef som hade rätt att föra örlogsvimpel för vimpelman.

Sveriges örlogsvimpel.

## Ukraina

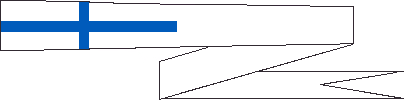
Ukrainas örlogsvimpel.

## USA

Örlogsvimpel för USA:s flotta.

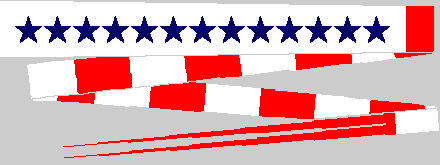
Örlogsvimpel för USA:s kustbevakning.